# Thyranthrene
Thyranthrene is een geslacht van vlinders uit de familie van de wespvlinders (Sesiidae), onderfamilie Sesiinae.
Thyranthrene is voor het eerst wetenschappelijk beschreven door George Francis Hampson in 1919. De typesoort is Lepidopoda obliquizona.

## Soorten
Thyranthrene omvat de volgende soorten:
- Thyranthrene adumbrata Bartsch, 2008
- Thyranthrene albicincta (Hampson, 1919)
- Thyranthrene capensis de Freina, 2011
- Thyranthrene metazonata Hampson, 1919
- Thyranthrene obliquizona (Hampson, 1910)
- Thyranthrene pyrophora (Hampson, 1919)
- Thyranthrene xhosarum de Freina, 2011